# Муратбеков, Саин
Саин Муратбеков (15 октября 1936, аул Конур, Капальский район, Талды-Курганская область, Казахская ССР, СССР — 13 марта 2007, Алматы, Казахстан) — советский казахский писатель, журналист. Лауреат литературной премии им. М. Ауэзова (1990), заслуженный деятель Казахстана (1997), лауреат Государственной премии Республики Казахстан (2006).

## Биография
Родился в 1936 году в селе Конур Капальского района Талды-Курганской области. Происходит из племени найман. Рано потерял мать, а его отец во Великой Отечественной войны был на фронте, поэтому мальчика воспитывал дед. После окончания школы работал в целинном совхозе, рабочим. Начал печататься в газетах. С 1959 года — литературный сотрудник газеты «Коммунизм таңы».
В 1963 году окончил отделение журналистики Казахского государственного университета им. С. М. Кирова.
В 1962—1972 гг. — заведующий отделом в редакциях газеты «Казах адебиети», журнала «Жулдыз», директор Бюро по пропаганде художественной литературы Союза писателей Казахстана.
В 1971 году окончил Высшие литературные курсы при Союзе писателей СССР в Москве.
В 1972—1977 года инструктор и заведующий сектором отдела культуры ЦК Компартии Казахстана.
В 1977 году с Олжасом Сулейменовым был направлен и окончил курсы писателей-международников при Московском институте литературы имени Горького в Москве.
В 1977—1980 годах работал главным редактором газеты «Казах адебиети».
В 1980—1984 годах — секретарь правления Союза писателей Казахской ССР, 1984—1986 годах — директор издательства «Жазушы», 1988—1991 гг. — второй секретарь Союза писателей Казахской ССР.
Член КПСС, избрался депутатом Верховного Совета Казахской ССР ХІ созыва (1984—1989).
Последние годы жизни Саин Муратбеков тяжело болел. Внезапный уход его дочери, полученный инсульт и другие серьёзные недуги подорвали его здоровье.

## Творчество
Известен как автор повестей и рассказов в направлении деревенской прозы, в которых запечатлел непростую жизнь советского казахского колхоза, повседневные заботы и труд неприметных простых людей — сельской интеллигенции, чабанов, школьников. В центре его внимания — поведение людей в обстоятельствах, позволяющих увидеть, насколько правильны их стремления и поступки; способность человека определить «то, ради чего можно жить по-настоящему, тяжело и самоотверженно».
Первый сборник его рассказов «Моя сестрёнка» вышел в 1961 году. Затем последовали книги рассказов и повестей: «Огни аула» (1964), «Нива» (1967), «Дом молодых» (1968), «Дикая яблоня» (1972) и другие.
Вершиной творческих достижений Саина Муратбекова считается его рассказ «Кусен-Кусеке», в котором через судьбу чабана Кусена писатель сумел показать жизнь казахской степи, спокойное трудолюбие её обитателей, и аскетизм их повседневного быта, и размах праздника… Герой рассказа чабан Кусен, хоть и бывалый человек, фронтовик, но всё равно — дитя степи, наивный и по-детски непосредственный добряк, отправляется в райцентр за получкой — крупной суммой, что он заработал за всё лето. Он отсылает часть денег детям, но некоторые нечистые на руку родственники и «друзья» пользуются простотой и отзывчивостью колхозника, и в результате Кусеке тратит на их «нужды» все заработанные трудом в кочевье деньги и возвращается домой ни с чем.
Также выделяется повесть «Дикая яблоня» в которой описывается жизнь аула в военные годы через судьбу собаки Кокинай: до войны у неё «были и дом, и хозяин по имени Басен, а сама она считалась лучшей охотничьей собакой в округе», но война рушит мирную жизнь — хозяин уходит на фронт. Собака не идёт к родственникам хозяина, находит приют у дикой яблони и остаётся дожидаться возвращения Басена с войны. Но злые люди убивают её щенят, после чего она исчезает, а на жителей аула падает проклятье.
Произведения писателя переводились на языки народов СССР и зарубежных стран.

## Запах полыни
Но широкую известность писателю принесла вышедшая в 1976 году в библиотеке «Дружба народов» во многом автобиографичная повесть «Запах полыни» («Жусан иісі»), описывающая жизнь в 1942 году мальчика Аяна, ждущего с войны отца. И несмотря на трудности времени сочиняющего сказки для ребят, так горький запах полыни становится для детей символом ушедших на фронт отцов и братьев. Была издана в серии «Библиотека Казахской Литературы», утверждённой Учёным советом Института литературы и искусства им. М. О. Ауэзова. В 2014 году повесть стала книгой, избранной для единого прочтения в ходе республиканской акции «Одна страна — одна книга».

## Экранизации
В 1975 году по мотивам рассказов «Моя сестрёнка» и «Летняя ночь» режиссёром Сапаром Сулейменовым снят короткометражный фильм «Любимая».
В 1976 снят по сценарию Саина Муратбекова снят фильм «Возвращение сына».
В 1983 году режиссёром Сакеном Нарымбетовым на киностудии «Ленфильм» снят фильм «Осенние извилистые дороги» по одноимённому рассказу Саина Муратбекова.

## Награды и признание
- Награждён советским орденом «Знак Почёта» (1981) и казахстанским Орденом «Курмет» (Почёта)
- Заслуженный деятель Казахстана (1997)
- Лауреат литературной премии им. М. Ауэзова (1990)
- Лауреат независимой премии «Тарлан» (2003) — «За большой вклад в развитие национальной казахской литературы».
- Лауреат Государственной премии Республики Казахстан (2006) — «За роман «Жабайы алма»»
- В рамках казахстанской акции «Одна страна — одна книга» произведением 2014 года была выбрана повесть Саина Муратбекова «Запах полыни».

## Память
- В 2017 году на доме в Алматы, где жил Саин Муратбеков, установили памятную мемориальную доску[6].